# Val Hoyle
Valerie Anne Hoyle, detta Val (Fairfield, 14 febbraio 1964), è una politica statunitense, membro della Camera dei Rappresentanti per lo stato dell'Oregon dal 2023.

## Biografia
Nata nella Travis Air Force Base in California, Val Hoyle crebbe nel New England. Dopo gli studi in scienze politiche, si trasferì nell'Oregon, dove lavorò per le associazioni Stand for Children e United Way.
Politicamente attiva con il Partito Democratico, nel 2009 ottenne un seggio alla Camera dei rappresentanti dell'Oregon, la camera bassa della legislatura statale, in seguito alle dimissioni di un collega passato al Senato dell'Oregon. Venne poi rieletta per altri tre mandati completi. Nel 2012, quando Tina Kotek fu eletta per presiedere l'assemblea, Val Hoyle venne scelta dai colleghi come nuova leader di maggioranza, ruolo che mantenne nei successivi due anni.
Quando, nel 2015 il governatore dell'Oregon John Kitzhaber rassegnò le proprie dimissioni, l'allora Segretario di Stato Kate Brown ascese alla carica di governatore essendo seconda in linea di successione. Il nome di Val Hoyle venne indicato tra i possibili successori della Brown come Segretario di Stato; nel luglio del 2015, la donna lasciò la carica di leader di maggioranza per candidarsi ufficialmente al ruolo di Segretario di Stato, ma giunse solo seconda nelle primarie democratiche.
Nel 2018 venne eletta alla carica di Commissario al Lavoro dell'Oregon, per un mandato della durata di quattro anni.
Quando il deputato Peter DeFazio annunciò la propria volontà di non ricandidarsi alla Camera dei Rappresentanti dopo trentasei anni di servizio, Val Hoyle concorse per succedergli. Data per favorita nei sondaggi, si aggiudicò le primarie con il 64% delle preferenze, per poi vincere le elezioni generali contro il candidato repubblicano Alek Skarlatos, divenendo così deputata.